# Kantoorgebouw ABP
Het ABP-kantoor is een groot kantoorgebouw in het centrum van de stad Heerlen in de Nederlandse provincie Limburg. Met zijn 66 meter hoogte is het prominent in de skyline van Heerlen aanwezig. Dit effect wordt nog versterkt door de ligging op een heuvel.

## Bouwgeschiedenis
In het kader van het overheidsprogramma Spreiding van Rijksdiensten werd na aankondiging van de mijnsluitingen in Zuid-Limburg eind jaren 60 besloten om ook enkele rijksdiensten te verplaatsen naar de Oostelijke Mijnstreek. Het eerste was het hoofdkantoor voor Algemeen Burgerlijk Pensioenfonds (ABP), later zouden nog kantoren voor de Belastingdienst en het Centraal Bureau voor de Statistiek volgen.
Met de bouw werd officieel begonnen op 16 januari 1970 toen hoofddirecteur van het pensioenfonds Nitard Hendrik Wiarda de eerste symbolische graafwerkzaamheden verrichtte.
De eerste fase van het ABP-complex met de hoogbouw werd op 19 oktober 1973 door koningin Juliana geopend.
Het oorspronkelijke onderwerp van het Rotterdamse Architectenbureau Postma was, typisch voor de architectuur aan het einde van de jaren 60, functioneel met veel betonnen gevelelementen. Opvallend wel was de blauwe kleur van de liftschaft die doorliep tot aan de dakrand.

### Uitbreiding
In januari 1980 werd aan de noordwestzijde een nieuwe vleugel geopend. Dit in meer brutalistische stijl gebouwde kantoor werd door koningin Beatrix geopend.
Eind jaren 80 waren er vergevorderde plannen om het ABP-complex aan de noordkant nog uit te breiden met een 120 meter hoge kantoortoren. De glazen toren naar ontwerp van Architectenbureau Swinkels en Passchier werd uiteindelijk geschrapt nadat het ABP aan het begin van de jaren 90 een voorzichtiger personeelsbeleid ging voeren. Het zou bij oplevering één van Nederlands hoogste gebouwen zijn geweest.

### Renovatie
Tussen 2007 en 2012 vond een grootscheepse renovatie van het hoofdgebouw plaats. Het ontwerp van Architecten aan de Maas gaf het gebouw een meer eigentijds en transparant aanzien waarbij de blauwtinten gebleven zijn.

## Fotogalerij

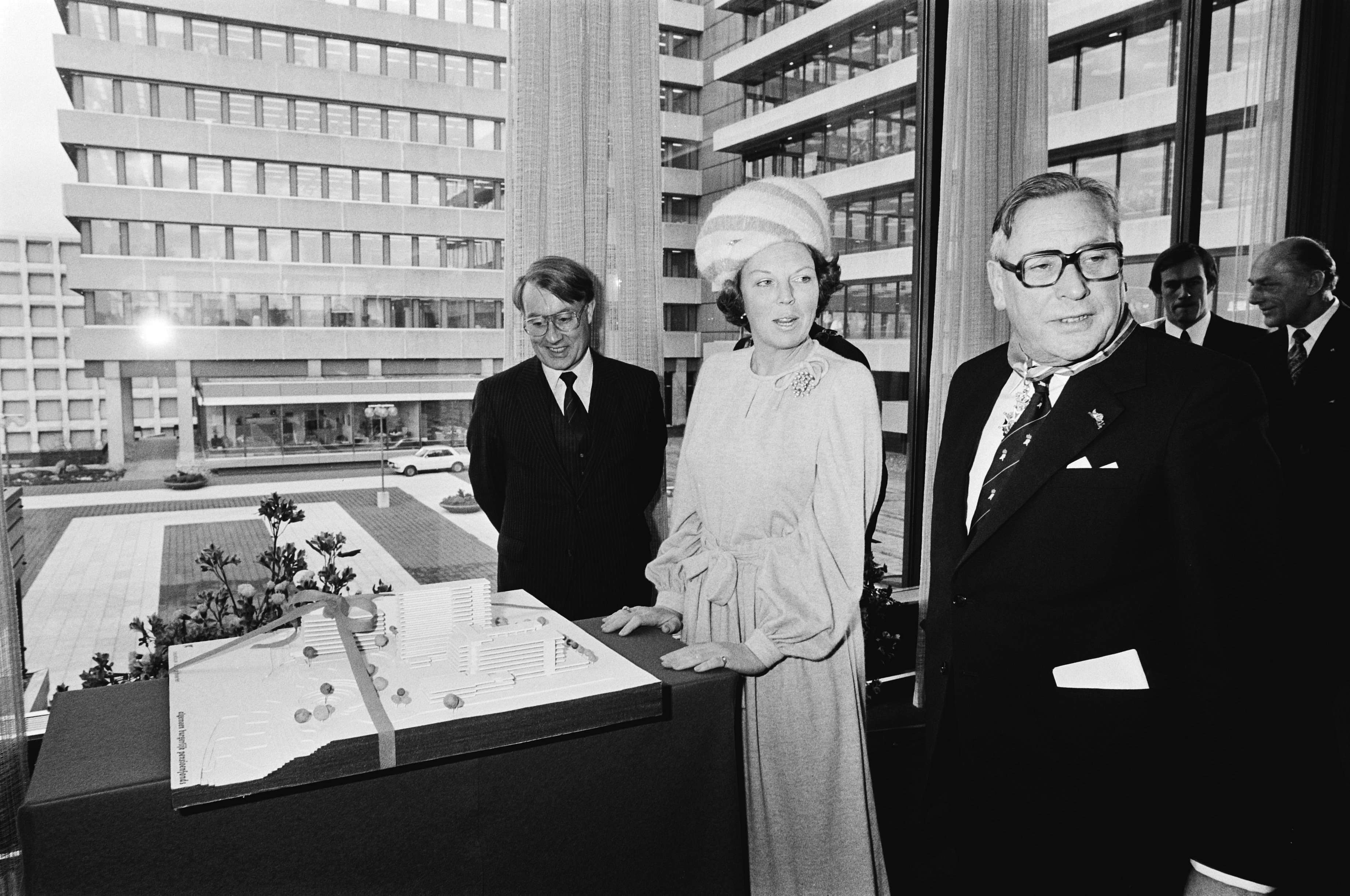
Opening van nieuwe vleugel in 1980
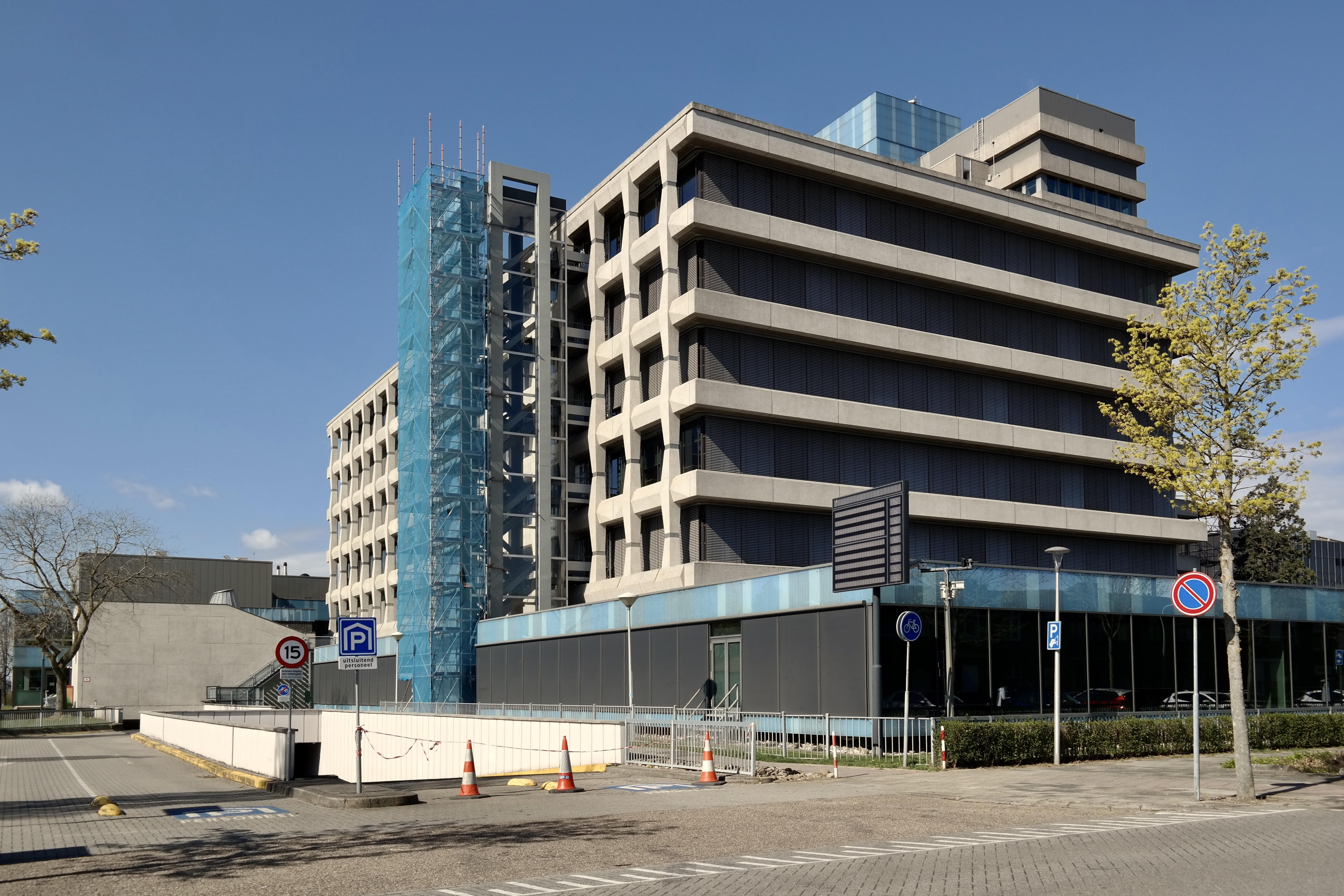
Laagbouw aan de Oude Lindestraat
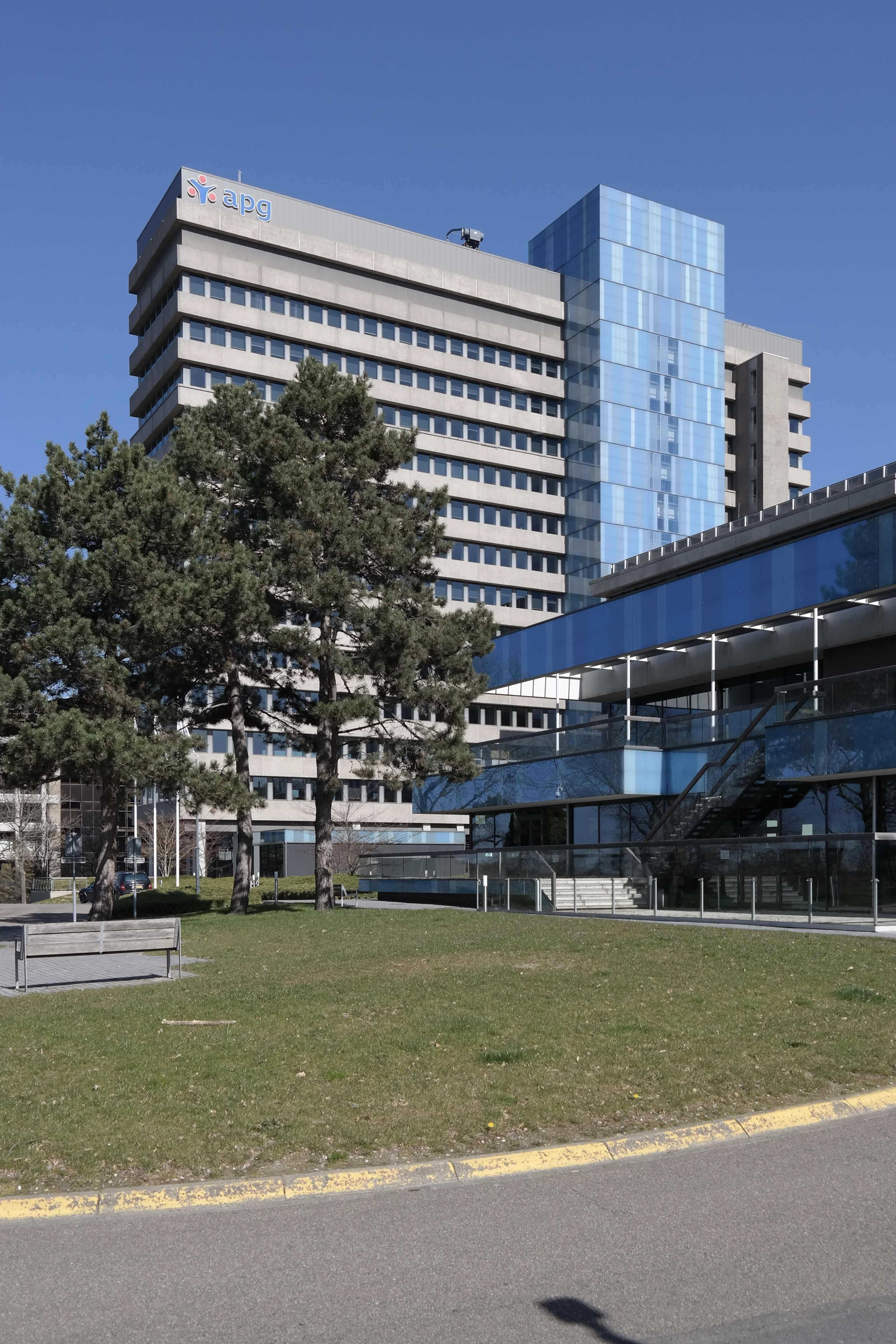
Vanuit het zuiden bezien